# Citron
『Citron』（シトロン）は、松田聖子通算15枚目のオリジナル・アルバム。1988年5月11日発売。発売元はCBS/SONY RECORDS。

## 解説
ジャケットのシールコピー（帯はない）：あなたの心の中の透明な空へ旅したい…。
アナログ盤は本作で最後の発売。
先行シングル「Marrakech〜マラケッシュ〜」（1988年4月14日）のアルバム・バージョンを含む。
米国の音楽プロデューサー・デイヴィッド・フォスターを迎えた意欲作。レコーディングに際し、レッスンを受け発声法など全て変えたとされる（リリース当時のインタビュー記事）。この頃から、アイドルからシンガー路線へとシフトして行ったとされる。
「抱いて…」はシングルカットされていないにもかかわらず人気の高い楽曲。アンケート形式で収録曲を決めるアルバム『Another Side of Seiko 27』において第4位にランクインした。「檜不動産」ワコーレマンションCMソングに使用された。
オリコンチャートで2022年現在、最後に首位を獲得したアルバム。

## 収録曲
特記以外全作詞：松本隆
1. Blue　（4:01）
  - 作曲：Tom Keane・Michael Landau・David Foster／編曲：David Foster
2. Marrakech　（4:07）
  - 作曲：Steve Kipner・Paul Bliss／編曲：Steve Kipner・Paul Bliss・David Foster

アルバムバージョンとして収録。前奏に一部のリピート部分があるため、演奏時間がシングル盤よりやや長い。
3. Every Little Hurt　（4:22）
  - 作詞・作曲：Randy Goodrum・David Foster／編曲：David Foster

デイヴィッド・フォスターとのデュエット曲。
4. You Can't Find Me　（4:18）
  - 作曲・編曲：Jay Graydon・David Foster
5. 抱いて…　（4:34）
  - 作曲・編曲：David Foster
6. We Never Get To It　（4:21）
  - 作詞・作曲：Rhett Lawrence・Linda Thompson・David Foster／編曲：Rhett Lawrence・David Foster
7. 続・赤いスイートピー　（4:29）
  - 作曲：Steve Kipner・Linda Thompson・David Foster／編曲：David Foster

1982年のヒットソング「赤いスイートピー」の後日談を描いた楽曲で、作詞も引き続き松本隆が担当した。フジテレビ系「夜のヒットスタジオDELUXE」において、2曲をメドレー形式で披露した事がある。
アルバム『Another Side of Seiko 27』においてアンケート第10位。
8. No.1 （Album Version）　（4:02）
  - 作曲・編曲：Paul Cooper・David Foster

「Marrakech」のB面。シングル盤と同様に、カナダのア・カペラグループ「The Nylons」が参加している。
9. 四月は風の旅人　（4:38）
  - 作曲：John Dexter・David Foster／編曲：David Foster
10. 林檎酒の日々　（4:01）
  - 作曲：David Foster／編曲：Jeremy Lubbock・David Foster

2003年、夏のコンサート・ツアー『SEIKO MATSUDA CONCERT TOUR 2003 Call me』で披露。歌い始めた際、一部から喚声が起きた。

## クレジット
- Keyboards：David Foster
- Additional Keyboards：Jay Graydon，Paul Bliss，Rhett Lawrence，Tom Keane
- Guitars：Michael Landau
- Additional Guitar：Tim Pierce（"四月は風の旅人"）
- Synthesizer Programmer：Rhett Lawrence，David Boruff，Paul Bliss，Jay Graydon
- Drum Overdub：John Keane（"林檎酒の日々"），Dave Reitzas（"抱いて…"）
- Saxophone：David Boruff
- Background Vocals：David Foster，Jason Scheff，Tom Keane，Steve Kipner，Eddy Lehan，Bill LaBounty & Seiko

- Guest Artists：David Foster（Vocal duet on "Every Little Hurt"）, The Nyrons（ "No.1"）

## 関連作品
- Marrakech〜マラケッシュ〜 （シングル･バージョン）
  - Marrakech〜マラケッシュ〜#関連作品を参照
- 抱いて…
  - 抱いて…#収録アルバムを参照
- 続・赤いスイートピー
  - SEIKO SUITE
  - Another Side of Seiko 27
- No.1 （シングル・バージョン）
  - Complete Bible
- 林檎酒の日々
  - Seiko Matsuda Best Ballad